# Dschuzdschan
Dschuzdschan (Paschtu/Dari: جوزجان, DMG Ǧūzǧān, englische Umschriftvarianten: Juzjan, Jozjan, Jowzjan, Jawzjan; latinisiert Sorzanum) ist eine der 34 Provinzen Afghanistans, die sich im Nordes des Landes befindet. 
Die Provinz wurde 1958 geschaffen und führte bis April 1964 den Namen der Provinzhauptstadt Scheberghan/Schiberghan.
Dschuzdschan hat eine Fläche von 11.292 km². Die 625.070 Einwohner (Stand: 2022) sind vor allem Usbeken und Turkmenen, vor allem wegen der Nähe zu Turkmenistan und Usbekistan. Außerdem gibt es eine beträchtliche Anzahl an Hazara, einige Tadschiken, aber kaum Paschtunen.
Wichtige Städte der Provinz sind neben der Universitätsstadt Scheberghan (40.800 Einwohner) Sang-i Charak (15.800), Aqtscha (18.100), Qarqin (7.200).
Aus der Provinz Dschuzdschan stammen der berühmte Arzt Abu Ubaid Abd al-Wahid al-Dschuzdschani, der Chronist Minhādsch ad-Dīn Dschūzdschānī und der General und Politiker Raschid Dostum.

## Verwaltungsgliederung
Die Provinz Dschuzdschan ist in elf Distrikte gegliedert: 
Aqtscha, Darzab, Fayzabad, Chamyab, Chaniqa, Chwadscha Du Koh, Mardyan, Mingadschik, Qarqin, Qusch Tepa und Scheberghan.